# Ajmonia aurita
Ajmonia aurita is een spinnensoort in de taxonomische indeling van de kaardertjes (Dictynidae).
Het dier behoort tot het geslacht Ajmonia. De wetenschappelijke naam van de soort werd voor het eerst geldig gepubliceerd in 1985 door Da-xiang Song & Lu.